# Urophora cardui
Urophora cardui är en tvåvingeart som först beskrevs av Carl von Linné 1758.  Urophora cardui ingår i släktet Urophora ch familjen borrflugor, Tephritidae. Arten är reproducerande i Sverige. Inga underarter finns listade i Catalogue of Life.

## Bildgalleri

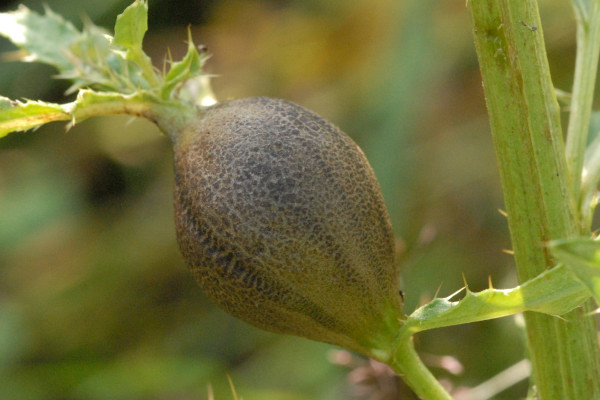